# Iniciación
La iniciación es un rito de paso que marca la entrada o la aceptación en un grupo o sociedad. También puede ser una admisión formal a la edad adulta en una comunidad o uno de sus componentes formales. En un sentido más amplio, también puede significar una transformación en la que el iniciado "renace" en un nuevo resurgimiento. Ejemplos de ceremonias de iniciación podrían incluir el bautismo o la confirmación cristiana, el benei mitzvá judío, la aceptación en una organización fraternal, una sociedad secreta (por ejemplo, la francmasonería), una orden religiosa, o la graduación de la escuela o el entrenamiento de reclutas. Una persona que realiza la ceremonia de iniciación en ritos tradicionales, como los que se muestran en estas imágenes, se llama un iniciado.

## Características
William Ian Miller señala el papel de la humillación ritual en el orden y las pruebas de los cómics.
Mircea Eliade habló de la iniciación como un acto religioso principal de las sociedades clásicas o tradicionales.[cita requerida] Definió la iniciación como "un cambio básico en la condición existencial", que libera al hombre del tiempo y la historia profanos. "La iniciación recapitula la historia sagrada del mundo.  Y a través de esta recapitulación, el mundo entero es santificado de nuevo... [el iniciador] puede percibir el mundo como una obra sagrada, una creación de los Dioses." 
Eliade diferencia los tipos de iniciaciones de dos maneras: tipos y funciones.

### Motivos y funciones
- "esta valoración real de la muerte ritual finalmente llevó a la conquista del miedo a la muerte real."
- "La función [de la iniciación] es revelar el profundo significado de la existencia a las nuevas generaciones y ayudarlas a asumir la responsabilidad de ser verdaderamente hombres y, por lo tanto, de participar en la cultura".
- "revela un mundo abierto a lo trans-humano, un mundo que, en nuestra terminología filosófica, deberíamos llamar trascendental".
- "para hacer que [el iniciador] se abra a los valores espirituales."

### Tipos

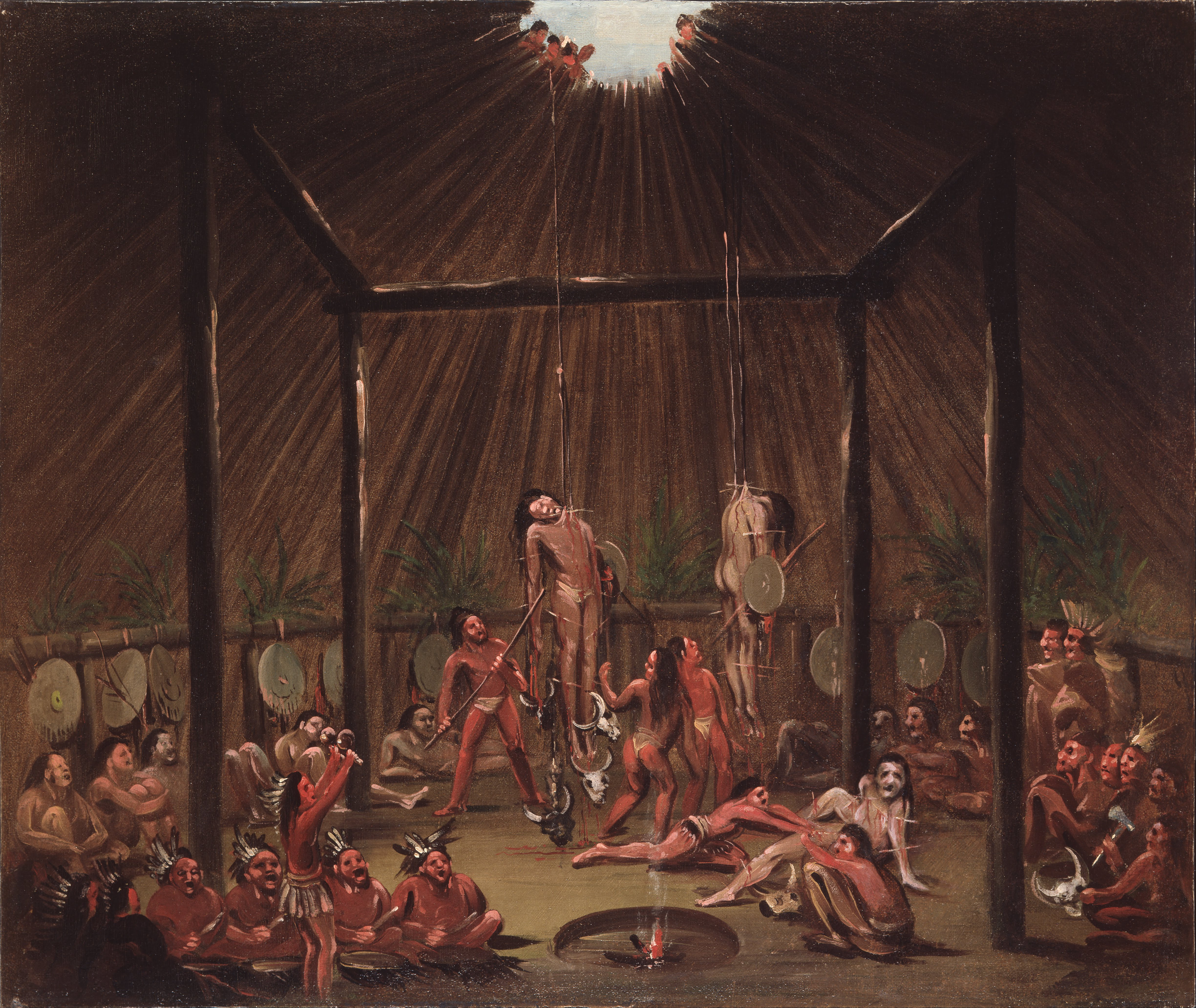
La ceremonia de la Okipa era una prueba para que los jóvenes mandanes se probaran como guerreros. La ceremonia, presenciada por George Catlin, alrededor de 1835.

- Ritos de la pubertad - "rituales colectivos cuya función es efectuar la transición de la niñez o adolescencia a la edad adulta".  Representan "sobre todo la revelación de lo sagrado".
- Entrando en una sociedad secreta.
- Vocación mística - "la vocación de un curandero o un chamán". Esto se limita a los pocos que están "destinados a participar en una experiencia religiosa más intensa que la accesible al resto de la comunidad".

Estos se pueden dividir en dos tipos:
- ritos de la pubertad, "en virtud de los cuales los adolescentes acceden a lo sagrado, al conocimiento y a la sexualidad... por lo que, en resumen, se convierten en seres humanos".
- iniciaciones especializadas, a las que se someten ciertos individuos para trascender su condición humana y convertirse en protegidos de los Seres Sobrenaturales o incluso de sus iguales".

### Psicológico
En el estudio de ciertas formas sociales de iniciación, como las novatadas en fraternidades y hermandades universitarias, los experimentos de laboratorio en psicología sugieren que las iniciaciones severas producen disonancia cognitiva. Se piensa entonces que la disonancia produce sentimientos de fuerte atracción grupal entre los iniciados después de la experiencia, porque quieren justificar el esfuerzo utilizado. Las recompensas durante las iniciaciones tienen consecuencias importantes en el sentido de que los iniciados que se sienten más recompensados expresan una identidad de grupo más fuerte. Además de la atracción del grupo, las iniciaciones también pueden producir conformidad entre los nuevos miembros. Los experimentos de psicología también han demostrado que las iniciaciones aumentan los sentimientos de afiliación.

## Ejemplos

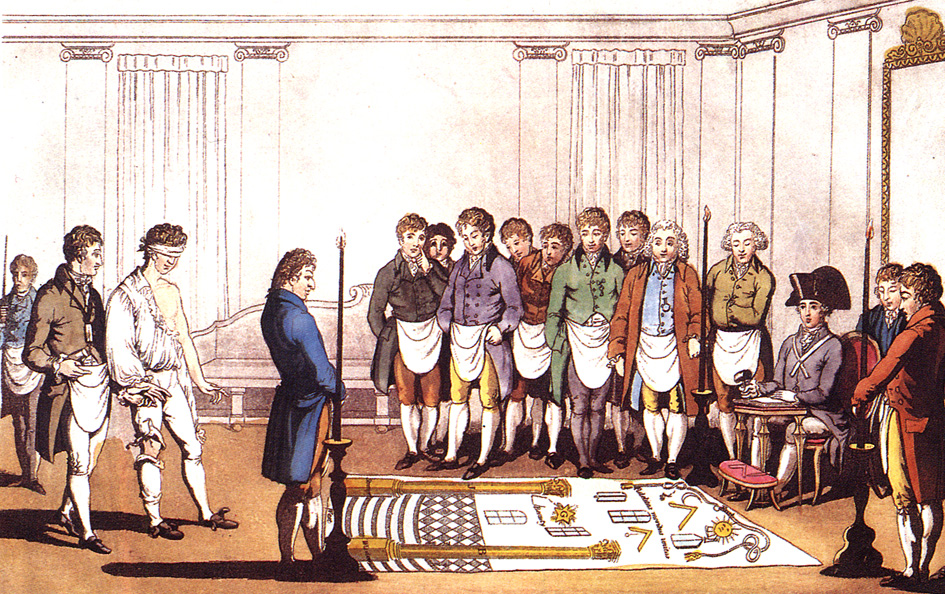
Iniciación de la masonería. Siglo XVIII

Un rito de iniciación espiritual normalmente implica un proceso de pastoreo en el que los que están en un nivel superior guían al iniciado a través de un proceso de mayor exposición de conocimientos. Esto puede incluir la revelación de secretos, de ahí el término sociedad secreta para tales organizaciones, normalmente reservado para aquellos que están en un nivel de comprensión más alto. Un ejemplo histórico famoso son los Misterios eleusinos de la antigua Grecia, que se cree que se remontan al menos al período micénico o "edad de bronce".
En el contexto de la magia ritual y el esoterismo, se considera que una iniciación hace que se inicie un proceso fundamental de cambio dentro de la persona que se inicia y su "evolución opera tanto en el mundo material como en el mundo espiritual". La persona que lleva a cabo la iniciación (el iniciador), al estar en posesión de un cierto poder o estado de ser, transfiere este poder o estado a la persona iniciada. Así pues, el concepto de iniciación es similar al de sucesión apostólica. El proceso de iniciación se suele comparar con una muerte y un renacimiento simultáneos, porque además de ser un comienzo, implica también un final, ya que la existencia en un nivel desciende en una ascensión al siguiente.
La iniciación es un componente clave del judaísmo, el sufismo y el chiismo, el vaisnavismo, el Sant Mat, el Surat Shabd Yoga, el budismo Vajrayana, la Wicca y otras tradiciones religiosas gnósticas similares. Denota la aceptación del Gurú y también implica que el Chela (estudiante o discípulo) está de acuerdo con los requisitos (como vivir un estilo de vida ético, meditar, etc.)

### Sindicatos
En las organizaciones sindicales, la "iniciación" no suele ser más que una breve familiarización con los procedimientos básicos y la entrega de una copia del correspondiente convenio colectivo que rige el trabajo realizado por los miembros del sindicato. Algunos sindicatos también cobran una cuota única de iniciación, después de la cual la persona que se une se considera oficialmente miembro en regla.

### Naval y militar

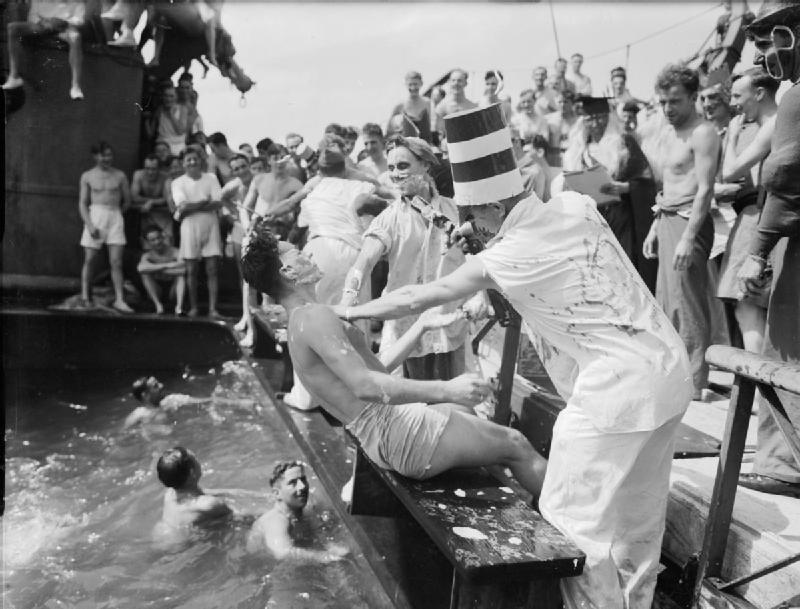
Ceremonia de cruce del ecuador de la Emperatriz de Australia, agosto de 1941

Algunas comunidades a bordo de un buque militar y también de soldados tienden a formar una "familia" cerrada que absorbe miembros, que a menudo son aceptados de manera formal, generalmente después de una forma de prueba o novatada.
Además, puede haber ritos similares de pasajes asociados con partes de la vida naval y militar, que no constituyen verdaderas iniciaciones, ya que los participantes ya son y siguen siendo miembros de la misma comunidad. Uno de esos ritos se asocia con el cruce del ecuador a bordo de un buque de la marina, pero puede ser incluso realizado por pasajeros a bordo de un crucero, que no son ni se convierten en miembros de nada más que del llamado "club del cruce del ecuador". Otra forma, "Besar el Vientre Real" o "Bebé Real", requiere que los iniciados se arrodillen ante un miembro superior de la tripulación, que lleva un pañal de imitación. Este "Bebé" suele tener un enorme estómago cubierto de materiales grasientos que van desde el aceite de cocina a la mostaza, la crema de afeitar, los huevos y las ostras. Los marineros jóvenes deben lamer la zona del ombligo del "Bebé", mientras que el "Bebé" agarra y sacude la cabeza para untar mejor la sustancia viscosa en sus caras.

### Pandillas
Las pandillas suelen exigir a los nuevos miembros que cometan delitos antes de aceptarlos como parte de la banda. Los nuevos miembros pueden ser golpeados físicamente por sus compañeros de pandilla para demostrar su valor, también conocido como "beat in" o "jump in", lo que ocasionalmente resulta en una fatalidad. Un estudio indica que los jóvenes tienen más probabilidades de resultar heridos en la iniciación de una pandilla que al negarse a unirse a ella. A las mujeres se les puede exigir que tengan relaciones sexuales con los hombres como una forma de iniciación, también conocida como "sexo en", aunque también pueden ser "lanzadas" como sus homólogos masculinos. Un estudio muestra que los miembros femeninos que fueron "sexados" como parte de la iniciación en una pandilla fueron después vistos con menos respeto que los que fueron "saltados", incluso cuando se les prometió que se convertirían en miembros de pleno derecho. En otro estudio se comprobó que los miembros de sexo masculino se enfrentan a mayores riesgos de explotación y abuso sexuales por parte de sus compañeros varones.

### Tribal

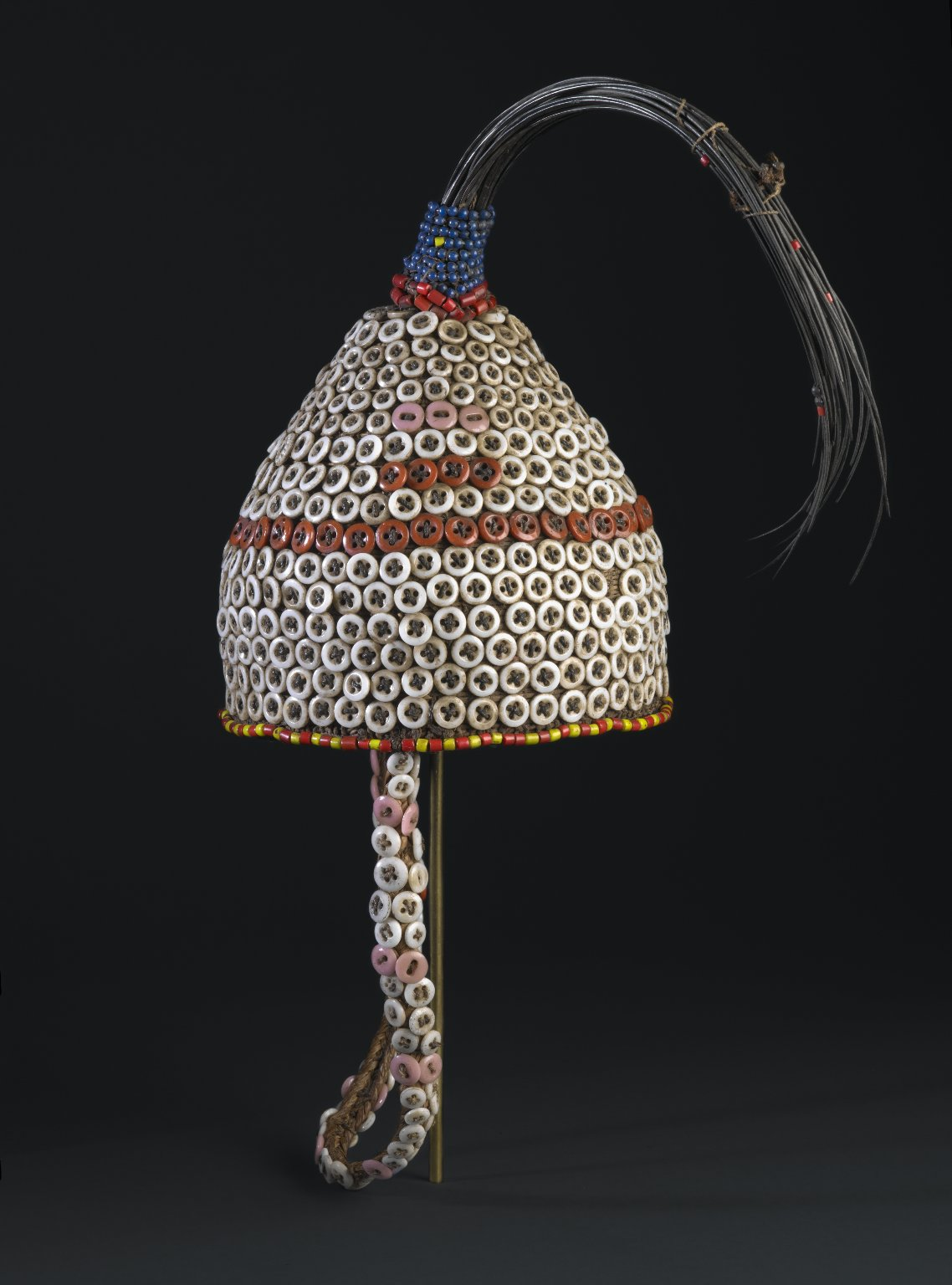
Este sombrero sólo lo llevaban los iniciados de Kindi, el nivel más alto de Bwami. El pelo de la cola de un elefante, una metáfora de Kindi, corona el sombrero. Los botones de fabricación europea comenzaron a reemplazar las conchas de cauri como artículos de prestigio en la parafernalia de Bwami a medida que la presencia occidental crecía en el este del Congo a principios del.

Las tribus a menudo tienen iniciaciones. La iniciación que se hace en la tribu Bapedi de Sudáfrica se considera normalmente como una etapa en la que se debe enseñar a un niño la masculinidad y a una niña la feminidad. En muchas tribus africanas, la iniciación implica la circuncisión/mutilación genital de los varones y a veces la circuncisión/mutilación genital de las mujeres. La iniciación se considera necesaria para que el individuo sea considerado un miembro de pleno derecho de la tribu. De lo contrario, puede que no se le permita participar en las ceremonias o incluso en los rituales sociales, como el matrimonio. No se permitirá que un hombre se case o tenga una relación especial con una mujer que no haya asistido a una iniciación, porque no se la considera mujer.
La iniciación puede ser considerada como un evento que puede ayudar a los adolescentes a prepararse para ser buenos esposos y esposas. En los lugares donde se está produciendo la modernización, la iniciación no se toma tan en serio como antes, aunque todavía hay ciertas áreas en las que se realizan iniciaciones.

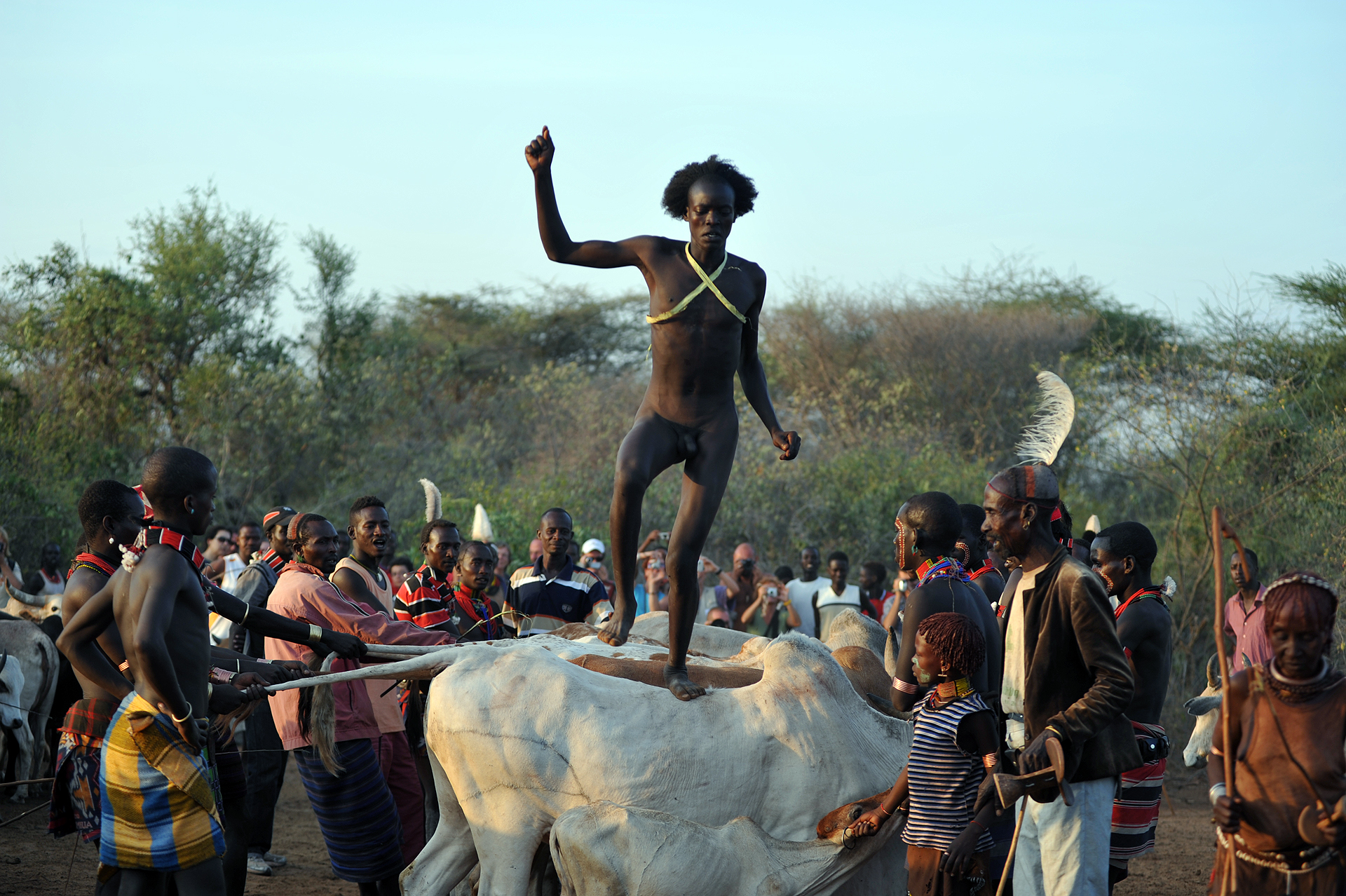
The bull jumping ceremony of the Hamar tribe in Ethiopia

En algunas tribus africanas, los chicos tardan unos 3-4 meses en participar en los ritos de iniciación y las chicas unos 1-2 meses. 
Las tribus aborígenes australianas solían disponer de largos períodos de tiempo para ayudar a preparar a los varones adolescentes, enseñándoles la tradición antes de que estuvieran listos para asistir a grandes ceremonias elaboradas en el momento de la iniciación, cuando finalmente se les reconocía como hombres de pleno derecho en su sociedad. La mayoría de las tribus practicaban la circuncisión y la escarificación como parte de los rituales de iniciación masculina, mientras que muchas tribus de Australia central también practicaban la subincisión.
Una característica cultural destacada que comparten los pueblos Min de las Tierras Altas de Nueva Guinea es la iniciación en un culto religioso masculino secreto. Por ejemplo, los Urapmin solían practicar un tipo de iniciación masculina conocida en Urap como prohibición. Estos elaborados rituales eran una parte central de la vida social de los Urapmin. La prohibición fue un proceso de varias etapas que implicaba golpear y manipular varios objetos. En cada etapa, al iniciado se le ofrecían revelaciones de conocimiento secreto (Urap: weng awem), pero en la siguiente etapa se demostraba que eran falsas (Urap: famoul). Estas iniciaciones se abandonaron con la adopción del cristianismo, y los Urapmin han expresado su alivio por no tener que volver a dar las palizas que implicaban.
El pueblo Sateré-Mawé de Brasil utiliza picaduras intencionales de hormigas bala como parte de sus ritos de iniciación para convertirse en guerreros.

### China
En los Ritos de Zhou, los niños se inician en la edad adulta a los 20 años (加冠) y las niñas a los 15 (及笄). El texto Yili (儀禮) en el capítulo 士冠禮 da los detalles de procedimiento de las ceremonias involucradas.
Cerca del final de la ceremonia, al iniciado se le da un 字, o un alias; su nombre a partir de entonces se mantiene en secreto excepto ante los padres y los gobernantes.